# Ясьон
Ясьон (пол. Jasion) — село в Польщі, у гміні Жарнув Опочинського повіту Лодзинського воєводства.
Населення — 23 особи (2011).
У 1975-1998 роках село належало до Пйотрковського воєводства.

## Демографія
Демографічна структура станом на 31 березня 2011 року:
|          | Загалом | Допрацездатний вік | Працездатний вік | Постпрацездатний вік |
| -------- | ------- | ------------------ | ---------------- | -------------------- |
| Чоловіки | 10      | 2                  | 3                | 5                    |
| Жінки    | 13      | 0                  | 4                | 9                    |
| Разом    | 23      | 2                  | 7                | 14                   |